# Muriaé
Muriaé és un municipi del sud-est de l'estat de Minas Gerais, Brasil. Es troba a la regió de la Zona da Mata i la seva població l'any 2019 (IBGE) era d'aproximadament 108.163 habitants.

## Educació
La ciutat té tres institucions d'educació superior:
- FAFISME – Facultat de Filosofia, Ciències i Lletres Santa Marcelina
- FAMINAS – Facultat de Mines
- UNIPAC – Universitat President Antonio Carlos

## Persones notables
- Ney Mineiro (nascut el 1981), futbolista brasiler